# Bataille de Vaslui
 (février 2019).
Si vous disposez d'ouvrages ou d'articles de référence ou si vous connaissez des sites web de qualité traitant du thème abordé ici, merci de compléter l'article en donnant les références utiles à sa vérifiabilité et en les liant à la section « Notes et références ».
 (février 2019).
Guerres turco-moldaves
La bataille de Vaslui (nommée aussi bataille de Podul Înalt) se déroula le 10 janvier 1475 entre le voïvode de Moldavie, Étienne III le Grand (Ștefan cel Mare) et le général ottoman Suleiman Pacha (en). Le combat survint à Podul Înalt (le Haut Pont), près de la ville de Vaslui, en Moldavie (actuellement région de la Roumanie). Les troupes ottomanes étaient d'un nombre compris entre 60 000 et 120 000, en face des 40 000 Moldaves, plus quelques alliés et des mercenaires.
Ștefan infligea une défaite décisive aux Ottomans, avec de nombreuses pertes, qui, selon les chroniques vénitienne et polonaise atteignirent 40 000 morts du côté ottoman. Selon Mara, la veuve du sultan Mourad II, ce fut la pire défaite des Ottomans à cette époque, et Ștefan reçut plus tard le titre de « Athleta Christi » (« Champion du Christ ») par le pape Sixte IV. Le chroniqueur polonais Jan Długosz rend gloire à Ștefan après sa victoire dans le combat en disant :

« Héros pieux, inférieur à nul autre héros, nous l'admirons. Il a été le premier souverain parmi ses contemporains à obtenir une victoire décisive contre les Turcs. À mon avis, il a été le plus efficace pour conduire une coalition de l'Europe chrétienne contre les Turcs. »

Selon Długosz, Ștefan ne célébra pas sa victoire, il jeûna 40 jours au pain et à l'eau et interdit à quiconque de lui attribuer la victoire, en insistant sur le fait que celle-ci n'avait été obtenue que « grâce à Dieu ».

## Contexte
Le sultan ottoman, Mehmed II (Mehmed), demanda un tribut des principautés de Valachie et de Moldavie, comme reconnaissance de la souveraineté ottomane. Ștefan et son cousin Vlad III l'Empaleur (Vlad Țepeṣ), alliés avec le roi de Hongrie Jean Hunyadi (János Hunyadi), arrêta l'invasion ottomane, jusqu'à ce que Vlad fût emprisonné par le successeur d'Hunyadi, Mathias Corvin. Le sultan mit alors le frère de Vlad, Radu II l'Élégant (Radu cel Frumos), sur le trône de Valachie. En 1473, Ștefan commença à se mêler de la politique en Valachie, et annonça au sultan qu'il arrêterait de payer le tribut et qu'il rejoindrait les puissances européennes dans leur combat contre la Sublime Porte. En 1474, Ștefan s'arrangea pour remplacer Radu par un prince qui lui semblait plus fiable, Basarab Laiota, en vainquant une armée consistant en 12 000 Ottomans et 6 000 Valaques. Le sultan envoya à Ștefan un ultimatum pour qu'il paie le tribut qui avait déjà 5 ans de retard, et qu'il cède Chilia et Cetatea Albă (Akkerman) à la Porte, sinon il ferait face à l'invasion.
La Bessarabie, avec sa capitale Chilia, était le seul accès pour la Moldavie à la mer Noire. Le port de Chilia était essentiel au commerce de la Moldavie, en accueillant des marchands arméniens qui tiraient beaucoup de profits de ce commerce. Pour les Ottomans, Chilia leur donnerait une meilleure prise sur la Moldavie, ainsi qu'un point stratégique à partir duquel des attaques navales pouvaient être lancées contre l'union polono-lituanienne ; ils poursuivaient aussi le but de prendre le contrôle de la mer Noire (ils l'atteindront plus tard, mais brièvement).

## Préparations à la guerre

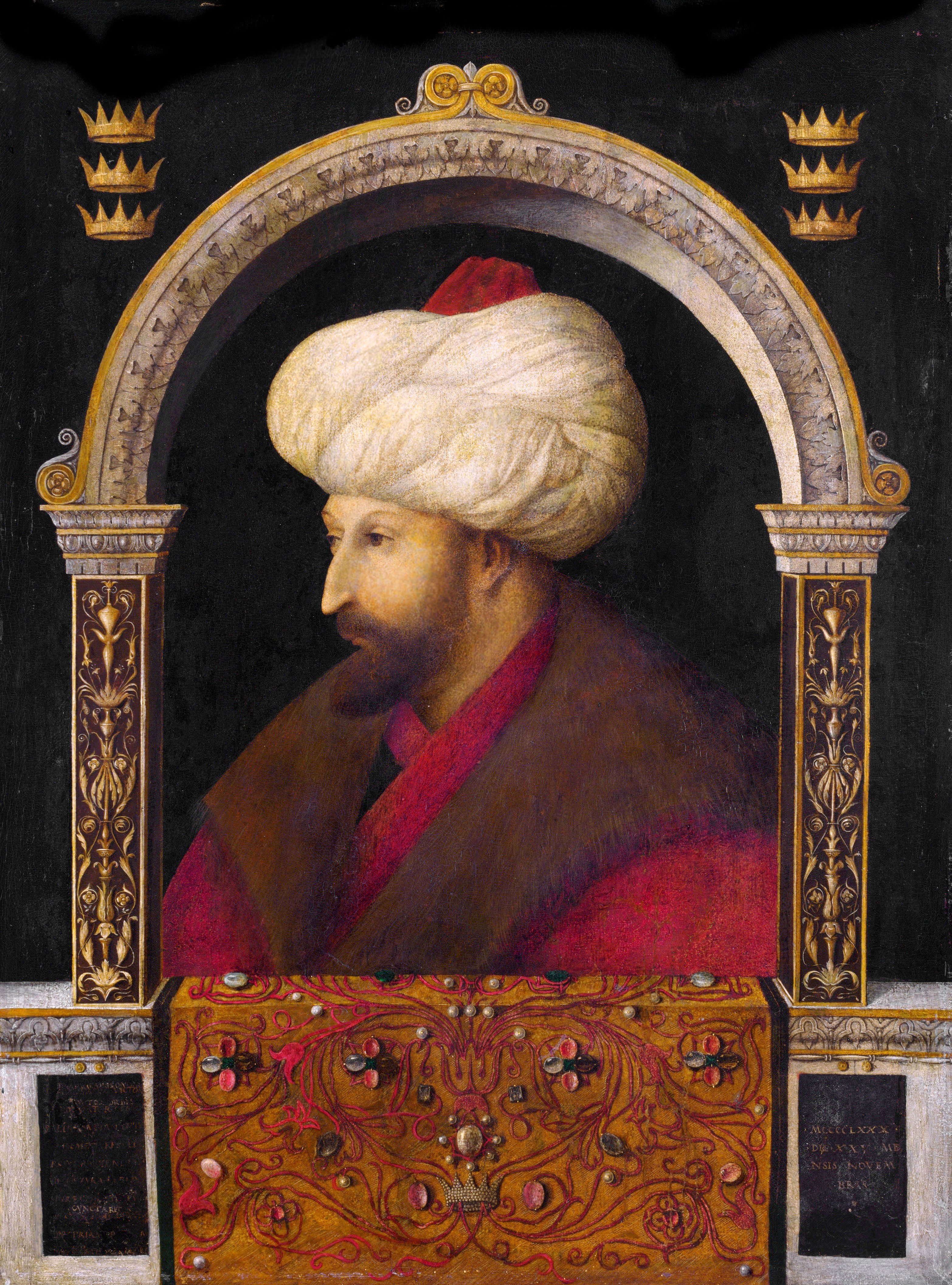
Portrait de Mehmed II peint par Gentile Bellini, huile sur toile, vers 1480, exposé à la "Galerie National" de Londres

### Les Ottomans
Mehmed ordonna à son grand général, Suleiman Pacha (en), de terminer le siège de la forteresse de Iskenderiye (Shkodër), en Albanie, alors sous contrôle de Venise, de rassembler ses troupes à Sofia et d'avancer avec ses troupes à travers la Moldavie. L'armée ottomane était constituée de janissaires et d'infanterie lourde, qui étaient soutenus par la cavalerie lourde, les spahis et la cavalerie légère appelée Akinci, en éclaireurs; il y avait aussi la cavalerie tatare et d'autres troupes (comme des timariots) des États vassaux. En septembre 1474, l'armée ottomane se rassembla à Sofia et fut rejointe par un contingent valaque, commandé par Basarab Laiota, vassal des Ottomans.
Les documents vénitiens donnent un nombre de 120 000 pour les Ottomans, mais un chiffre plus réaliste est compris entre 60 000 et 80 000 hommes. Parmi ce nombre, environ 40 000 étaient des troupes régulières, les autres étaient des mercenaires. Quand les Ottomans étaient en campagne en Valachie et en Moldavie, ils attaquaient habituellement avec une armée qui ne dépassait pas 40 000 hommes.

### Les Moldaves
Ștefan espérait avoir du soutien de l'Occident, et plus particulièrement du pape. L'aide qu'il reçut fut très modeste en nombre. Le royaume de Hongrie envoya 1 800 Hongrois et 5 000 Sicules (infanterie), et la Pologne envoya 2 000 hommes. L'armée moldave possédait vingt canons, de la cavalerie légère (Călărași), de la cavalerie lourde d'élite, nommée Viteji, Curteni, et des Boyards, ainsi que des soldats à pied professionnels. Le reste des forces était composé de paysans, recrutés sous la bannière de la Oastea Mare (la Grande Armée), qui devaient être tous des hommes sains de plus de 14 ans pour pouvoir s'enrôler. Ils étaient armés légèrement, surtout avec des arcs. L'armée atteignait le nombre de 40 000 hommes, dont 10 000 à 15 000 appartenaient à l'armée régulière.

## La bataille
L'armée d'invasion pénétra en Moldavie en décembre 1474. Ștefan pratiquait la politique de la terre brûlée de façon à fatiguer les Ottomans et les harcelait dans leur avance avec des troupes spécialisées dans les embuscades. Les éclaireurs turcs rapportèrent qu'il y avait des villages intacts près de Vaslui et les Ottomans se dirigèrent vers cette région. L'hiver rendait difficile la possibilité de faire des campements, ce qui fait que les Ottomans devaient bouger souvent pour atteindre la capitale de la Moldavie, Suceava. Pour arriver à Vaslui, où les Moldaves avaient installé leur camp principal, les Ottomans devaient traverser la rivière Bârlad à Podul Înalt (le Haut Pont). La zone était idéale à défendre : le pont n'était pas trop large et la vallée était un demi-ovale entouré de collines couvertes de forêts sur les trois côtés. À l'intérieur, le terrain était marécageux, ce qui restreignait les mouvements des troupes.
Le 10 janvier le combat commença. Il faisait froid, et un brouillard dense limitait la vision. Ștefan fortifia le pont avec ses canons. Les paysans et les archers se tinrent cachés dans la forêt, avec leur prince et la cavalerie des boyards. Les Moldaves firent un premier mouvement en envoyant des musiciens au milieu de la vallée. Le son des tambours et des trompes fit croire à Suleiman que l'armée moldave tout entière l'attendait. Au lieu de cela, au centre de la vallée se tenait l'armée régulière moldave, qui avait reçu l'ordre de se retirer lentement au contact de l'ennemi. Suleiman ordonna à ses troupes d'avancer et lorsqu'ils furent assez loin engagés, l'artillerie moldave commença à faire feu, puis les archers qui tiraient depuis trois directions différentes. La cavalerie légère moldave se mit à tailler en pièces les troupes ottomanes en faisant des attaques rapides.
Les soldats ottomans qui survécurent aux attaques de l'artillerie et des archers, lorsqu'ils ne furent pas pris par les marécages, durent affronter l'armée moldave et les soldats sicules dans la vallée. La cavalerie ottomane atteignit les Moldaves et attaqua leur centre, pendant que le reste de l'infanterie ottomane attaquait les flancs moldaves. Suleiman essaya de renforcer cette offensive, mais alors Ștefan décida l'attaque décisive, par les paysans et la cavalerie lourde, de tous les côtés. En même temps, les trompes sonnèrent derrière les lignes ottomanes, ce qui provoqua une grande confusion pour les unités ottomanes qui changèrent de direction pour faire face au son. Quand l'armée moldave chargea, Suleiman perdit le contrôle de son armée et décida la retraite.
L'armée ottomane en fuite fut poursuivie par la cavalerie légère moldave pendant des jours jusqu'à la ville de Oblucița (aujourd'hui Isaccea, en Dobroudja, Roumanie). Les Valaques quittèrent le terrain sans combattre. Jan Długosz écrit que la majorité des prisonniers ottomans furent empalés et leurs corps brûlés.

## Après la bataille
L'année suivante, le sultan envoya une armée encore plus nombreuse, qui fut rejointe par les Tatars de Crimée, et Ștefan fut vaincu à la bataille de Valea Albă, près de Războieni. Les Ottomans assiégèrent sans succès les forteresses de Suceava et de Neamț (en), et comme ses troupes souffraient d'une peste, les Ottomans firent retraite. Ștefan rassembla son armée et envahit la Valachie, mettant à sac Brăila et Bucarest, libérant la principauté de la domination turque. En 1488, il fit construire le monastère de Voroneț, en souvenir de sa grande victoire de Vaslui. Dans le même but, il ordonna, en 1490, la construction de l'église Saint-Jean-Baptiste d'Arbore (en).
Les Ottomans reconquirent plus tard le sud de la Bessarabie et l'incorporèrent à leur Empire sous le nom de Boudjak, en laissant la Moldavie vassale de la Porte jusqu'à sa reconquête par Michel 1er Brave.